# Jüdische Gemeinde Wertheim
Die Jüdische Gemeinde in Wertheim bestand vom 13. Jahrhundert bis 1940.

## Geschichte

### 1212–1527: Von den Ursprüngen der jüdischen Gemeinde im Mittelalter

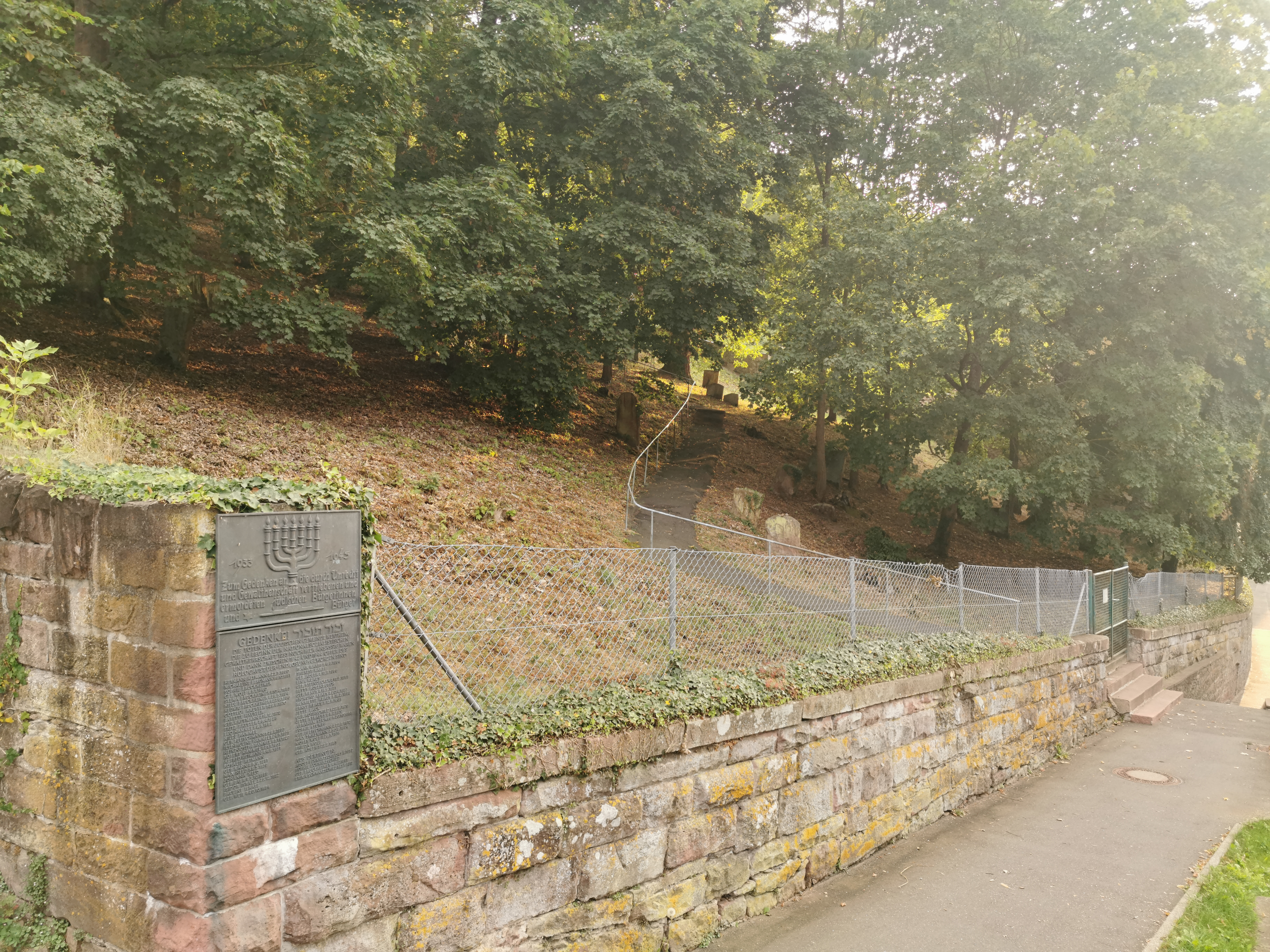
Blick auf den jüdischen Friedhof Wertheim

Die jüdische Gemeinde Wertheim zählt zu den ältesten jüdischen Gemeinden im badischen Raum. Erstmals wurden Juden zwischen 1212 und 1222 in der Stadt dokumentiert. Bei den Judenverfolgungen 1298 durch den Ritter Rintfleisch und während der Pestzeit 1348/49 wurden auch in Wertheim Juden ermordet; nach diesen Ereignissen lebten kurzzeitig keine Juden in Wertheim. Wie alle jüdischen Einwohner im Heiligen Römischen Reich standen auch die Wertheimer Juden unter dem Schutz des Kaisers. Dieser verpfändete 1373 den Judenschutz mitsamt der Einnahmen an die Grafen von Wertheim, welche bereits im Jahr 1303 die Schutzherrschaft über die Wertheimer Juden als Pfand für eine Schuldsumme des Habsburger Königs Albrecht erhalten hatten. Ab diesem Zeitpunkt wachten sie als Schutzherren darüber, „dass niemand den Juden Übles mit Wort und Werken zufüge.“
Die jüdische Gemeinde Wertheim besaß im Laufe der Geschichte insgesamt fünf Synagogen in Wertheim, eine jüdische Schule, ein rituelles Bad sowie einen Friedhof. Der jüdische Friedhof Wertheim wurde bereits im Mittelalter angelegt (1406). Es ist der älteste erhaltene und bis ins 20. Jahrhundert genutzte jüdische Friedhof in Baden-Württemberg (Lage am Schlossberg gegenüber der Mainbrücke, Fläche 73,44 a).
Im Staatsarchiv Wertheim überlieferte Fragmente hebräischer Handschriften, darunter eines Machsors, datieren bis in die Zeit um 1300.

### 1528–1826: Von der ersten Wertheimer Judenordnung bis in die Neuzeit
1528 wurde die erste „Wertheimer Judenordnung“ erlassen. Durch sie wurde der Ladenverkauf untersagt und ein Zinsverbot erlassen; der Markthandel war für die Juden jedoch erlaubt. Ferner wurde ihnen das Tragen gelber Ringe an der Kleidung vorgeschrieben. 1622 wurden 16 jüdische Familien in der Stadt gezählt. Bis zum Ende des 18. Jahrhunderts waren es durchschnittlich zehn bis zwölf Familien.

### 1827–1933: Von der Entstehung des Bezirksrabbinats Wertheim bis ins 20. Jahrhundert
1827 entstand das Bezirksrabbinat Wertheim. Es war eines von 15 Bezirksrabbinaten, die auch als Bezirkssynagogen bezeichnet wurden. Von 1850 bis 1864 befand sich der Sitz des Rabbinats in Tauberbischofsheim.
Die volle bürgerliche Gleichstellung Wertheimer Juden wurde erst 1862 erreicht; noch im Revolutionsjahr 1848 wurde ein Zeitungsaufruf "Zum Schutz der Israeliten in Wertheim" veröffentlicht. Ursache hierfür könnte die Beteiligung der beiden Wertheimer Juden Philipp Mandelbaum und Bernhard Benario an Revolutionsumtrieben gewesen sein.
Eine herausragende Persönlichkeit dieses Zeitraums war der an der Universität Würzburg promovierte Historiker Leopold Löwenstein (1843–1923), der seit 1886 als Bezirksrabbiner fungierte und 1907 die erste Geschichte der jüdischen Gemeinde Wertheim vorlegte.

### 1933–1940: Der Untergang der jüdischen Gemeinde während der NS-Zeit

#### Boykott jüdischer Geschäfte
Noch vor dem reichseinheitlichen Boykott jüdischer Geschäfte am 1. April 1933 organisierte die Wertheimer NSDAP-Ortsgruppe einen Boykott der jüdischen Geschäfte in der Stadt. So erschien bereits am 14. März eine Anzeige in der Wertheimer Zeitung, die „An die nationalrevolutionär gesinnte Bevölkerung von Stadt und Land“ gerichtet war. In ihr wurde bekanntgegeben, dass auf Wunsch der SA am Vortag um 2 Uhr die Schließung aller jüdischen Geschäfte erzwungen worden war. Die Geschäfte durften zwei Stunden nach dieser Aktion wieder öffnen, da Innenminister Frick Einzelaktionen verboten hatte. In der Anzeige wurden die Wertheimer Juden auch bezichtigt, den kommunistischen Aufmarsch [der Eisernen Front] durch Geldspenden unterstützt bezw. in Szene gesetzt zu haben.
1934 wurden in Wertheim an den Ortseingängen Plakate und Schilder mit der Aufschrift "Juden unerwünscht" angebracht; auch die Werbetransparente für die Michaelis-Messe dieses Jahres wurden um das Transparent "Juden sind in Wertheim unerwünscht" ergänzt. Letztere wurden zusammen mit der Werbung nach der Michaelismesse am 8. Oktober 1934 entfernt. Bezüglich der Plakate an den Ortseingängen wurde der Minister des Innern in einem Schreiben vom 26. Oktober 1934 gebeten, auf eine Beseitigung dieser Schilder hinzuwirken, da „die Anbringung solcher Schilder (…) mit Rücksicht auf ihre schädigende Einwirkung auf den internationalen Fremdenverkehr und die Rolle, die das internationale Judentum spielt“, für bedenklich gehalten wurde. In der Antwort des Ministers des Innern vom 15. November 1934 wird darauf hingewiesen, dass die Anbringung der Schilder auf einer Anordnung der Kreisleitung beruhe und der stellvertretende Gauleiter Hermann Röhn sich auch für deren Entfernung einsetze, ebenso wie der Innenminister selbst. Am 3. und 4. November wurde die Kreisleitung von Röhn angewiesen, die Schilder zu entfernen. Dieser Beschluss wurde am 21. Juni 1935 sowie am 8. Mai 1936 vom Minister des Innern nochmals per Rundschreiben an Bezirksämter, Polizeipräsidien und Polizeidirektionen bekräftigt.

#### Die jüdische Gemeinde im Nationalsozialismus
Bis um 1933 gab es zahlreiche Handels- und Gewerbebetriebe, die jüdischen Inhabern gehörten. Im Spätsommer 1938 verkaufte die jüdische Gemeinde unter ihrem letzten Vorsitzenden Sigmund Cahn das Synagogengebäude an die Stadt. Deshalb wurde es beim Novemberpogrom wenige Tage danach nicht niedergebrannt. Zu jener Zeit lebten in Wertheim nur noch 45 jüdische Einwohner.

#### Deportation der letzten Wertheimer Juden ins KZ Gurs

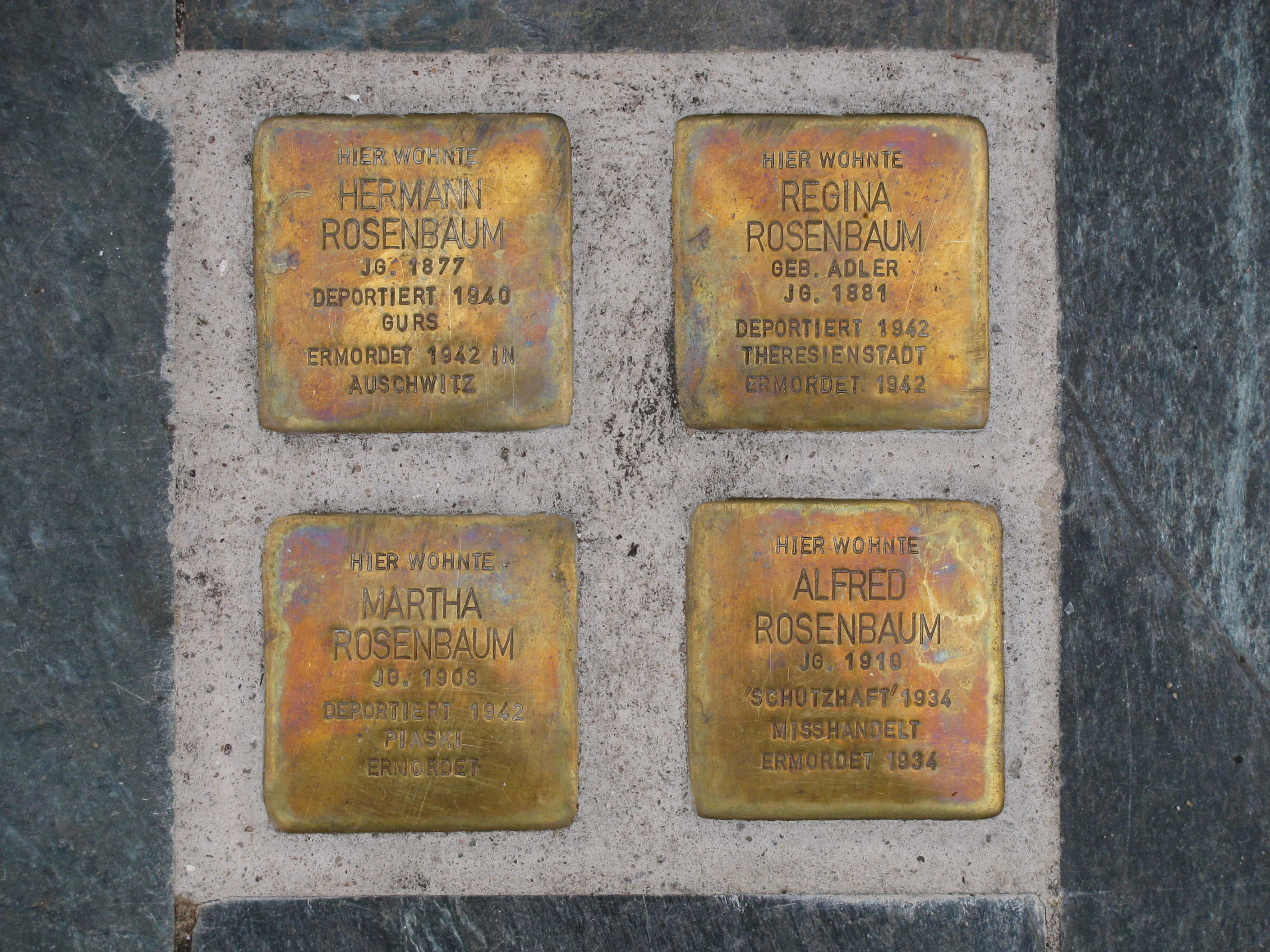
Stolpersteine in der Wertheimer Innenstadt

Während der Zeit des Nationalsozialismus kam es zum Untergang der jüdischen Gemeinde Wertheims ebenso wie die der anderen jüdischen Gemeinden Badens. Am 21. und 22. Oktober 1940 wurden 19 Wertheimer Juden im Rahmen der sogenannten Bürckel-Wagner-Aktion der NS-Gauleitung ins KZ Gurs deportiert. Sieben von ihnen überlebten den Krieg.

### Opfer des Holocaust
Von den jüdischen Personen, die in Wertheim geboren wurden oder längere Zeit in der Stadt wohnten, kamen in der Zeit des Nationalsozialismus die folgenden 75 Personen beim Holocaust nachweislich ums Leben: Moses Adler (1882), Nathan Adler (1885), Hermann Altmann (1860), David Bergmann (1873), Max Bergmann (1881), Michaeline Bergmann (1881), Mina Bildstein geb. Schwarzmann (1876), Max Blumenthal (1887), Gerda Braunold geb. Klaus (1893), Hilda Brückheimer (1894), Hedwig Brückheimer (1896), Selma Brückheimer (1893), Sophie Brückheimer geb. Wolf (1860), Emil Cahn (1861), Frida Diamant geb. Adler (1891), Meta Ehrlich geb. Stumpf (1900), Clara Falk geb. Stumpf (1872), Ida Falk geb. Stumpf (1875), Moritz Faller (1876), Sophie Frank geb. Arnstein (1867), Bertha Frank (1890), Moses Freimark (1871), Sofie Freimark geb. Eschelbacher (1873), Moritz Gerstle (1879), Frieda Goldschmidt geb. Thalmann (1891), Ida Gottschalk geb. Faller (1882), Heinz-Josef Hammel (1927), Hilda Hammel geb. Fleischmann (1897), Leo Hammel (1892), Robert Hammel (1931), Babette (Bertha) Häusler geb. Kaufmann (1872), Friedrich Häusler (1898), Gottlob Hausler (1870), Thekla Heilbrunn geb. Faller (1882), Alfred Heimann (1871), Rosalie Heimann geb. Kahn (1881), Johanna Held geb. Bär (1889), Max Held (1879), Isidor Israel (1882), Pauline (Paula) Israel geb. Weil (1884), Isaak Karpf (1864), Therese Karpf geb. Adler (1866), Babette Kauffmann geb. Benario (1863), Klara Kaufmann geb. Diebach (1895), Emilie Klar geb. Adler (1884), Ernst Klaus (1903), Henriette Klaus (1899), Karoline (Lina) Klaus geb. Steindecker (1865), Sigmund Klaus (1897), Klara (Cläre) Klein geb. Held (1885), Meta Krämer (1902), Jetta Lack geb. Rothschild (1876), Irma Lessner (1893), Leopold Müller (1889), Pauline Prager geb. Arnstein (1868), Alfred Rosenbaum (1910), Hermann Rosenbaum (1877), Martha Rosenbaum (1908), Regina Rosenbaum geb. Adler (1881), Betty Rosenbusch geb. Klaus (1891), Philipp Rothschild (1879), Jeanette Smilg geb. Benario (1861), Emil Nehemias Sommer (1874), Nathan Spatz (1864), Albert Spiegel (1879), Leopold Spiegel (1876), Moses Steindecker (1853), Jetta Strauß (1879), Max Louis Thalmann (1894), Jenny Ullmann (1890), Cäcilie Weissenstein geb. Held (1881), Frieda Wolf geb. Adler (1883), Hilde Wolf geb. Spiegel (1886), Moses Wolf (1878), Karoline Würzburger geb. Lehmann (1865).

#### Erinnerung an die jüdische Gemeinde Wertheim
Zur Erinnerung an die in der NS-Zeit umgekommenen Personen der Stadt wurden in mehreren Verlegeaktionen von 2009 bis 2014 insgesamt 73 Stolpersteine in Wertheim verlegt. Die Stolpersteine wurden vor den letzten frei gewählten Wohnhäusern der Deportierten gesetzt, ebenso wie vor einigen der ehemaligen Wohnungen der 37 Euthanasieopfer Wertheims (siehe dazu Aktion T4). Ein umfangreiches Gedenkbuch für die Opfer des Nationalsozialismus in Wertheim wurde von dem Theologen und Pädagogen Dieter Fauth erarbeitet.
Die Stadt errichtete in der ehemaligen Synagoge eine Schreinerei und ein Lager; sie wurde jedoch im Februar 1961 zur Verbreiterung der rechten Tauberstraße abgebrochen. Eine Gedenktafel an der Stadtmauer zwischen der Gerbergasse 18 und dem Spitzen Turm erinnert seit 1976 an diese Geschichte.
Im Jahr 2013 wurde auf Initiative des Bürgervereins Pro Wertheim zum Gedenken an die ehemals jüdischen Mitbürger der Erinnerungsort Neuplatz geschaffen. Er beinhaltet mehrere Informationstafeln zur Geschichte der Synagoge, Mikwe und Deportation. Ein symbolischer Schattenwurf der 1961 abgerissenen Synagoge ist im Bodenbelag des Neuplatzes als schwarze Pflaster-Kontur eingelassen. Straßen-Unterschilder („ehemals Judengasse“) markieren das ehemalige Juden-Viertel hinter dem Spitzen Turm.